# Bistrička rika
Bistrička rika (ili rjeđe Bistrica) je rijeka u Bosni i Hercegovini, desna pritoka Vrbasa, dužine 11 km. 
Izvire ispod Brezovače, na nadmorskoj visini od 879 metara, a ulijeva se u Vrbas kod Trnovače pored Uskoplja, na nadmorskoj visini od 644 metara. Pritoke Bistričke rike su Klapavice, Poniri, Mutnica te Veliki i Mali Gusar.  
Iz zlatonosnog pijeska rijeke ispiralo se zlato od doba Rimljana do srednjeg vijeka. I danas postoje tragovi eksploatacije.  
Na samom izvoru rijeke je veliki ribnjak.